# Another Return
Another Return är debutalbumet till det norska heavy metal-bandet Artch, utgivet 1988 av skivbolaget  Active Records som CD, 12" vinyl LP och kassett. Albumet lanserades 1989 i Nordamerika av skivbolaget Metal Blade Records under namnet Another Return To Church Hill

## Låtförteckning
1. "Conversio Prelude" (instrumental) – 1:02
2. "Another Return to Church Hill" – 5:28
3. "Power to the Man" – 3:56
4. "Loaded" – 4:08
5. "Where I go" – 5:58
6. "Metal Life" – 5:05
7. "The Promised Land" – 3:42
8. "Shoot to Kill" – 4:54
9. "Living in the Past" – 4:26
10. "Reincarnation" – 4:09

- Allå låtar skrivna av Artch, utan spår 1 som är skriven av Ed Kuczynski.

## Medverkande
Musiker (Artch-medlemmar)
- Eric Hawk (Eiríkur Hauksson) – sång
- Bernt Jansen – basgitarr
- Cat Andrew (Cato André Olsen) – gitarr
- Gill Niel (Geir Nilssen) – gitarr
- Jørn Jamissen – trummor

Produktion
- Artch – producent
- Ed Kuczynski – producent, ljudtekniker
- Magne Østby – ljudtekniker
- Dagfinn Andersen – omslagsdesign
- Alain Balencourt – omslagskonst
- Todd Georgen – grafik
- Jack Jamies – foto